# احمد کولاباس
احمد کولاباس (انگلیسی: Ahmet Kulabas؛ زادهٔ ۸ اکتبر ۱۹۸۷) بازیکن فوتبال اهل ترکیه است.
از باشگاه‌هایی که در آن بازی کرده‌است می‌توان به باشگاه فوتبال هایدنهایم، باشگاه فوتبال نورنبرگ، باشگاه فوتبال آلتای اسپور، و باشگاه ورزشی بولوسپور اشاره کرد.